# كنائس سلام

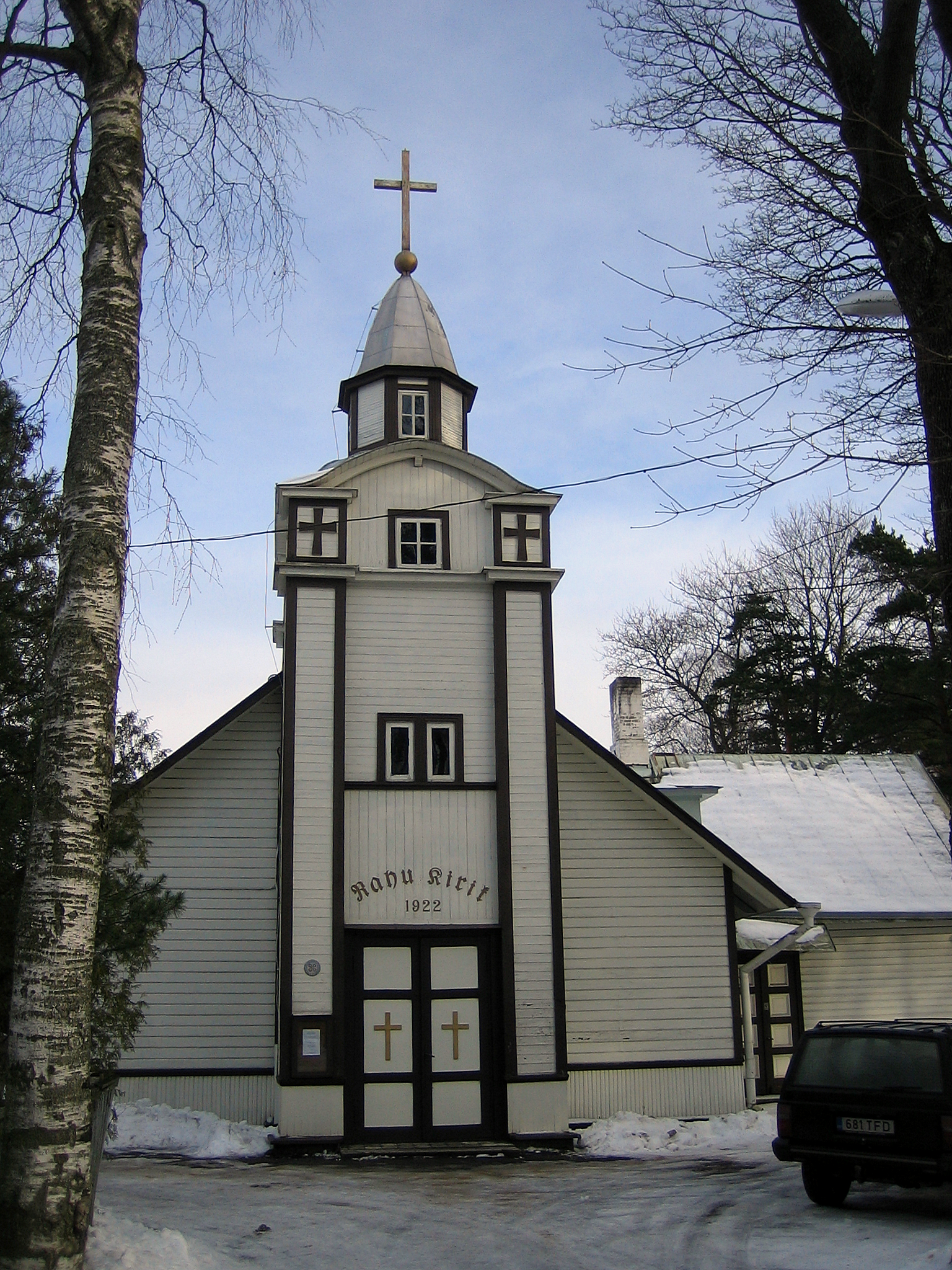

كنائس السلام أو الكنائس السلميَّة هي الكنائس أو الجماعات المسيحية والتي تعتمد الدعوة المسيحية السلمية وهي نظرة لاهوتية وأخلاقية مسيحية على العنف الغير المتوافقة مع الإيمان المسيحي، ويدعون إلى دولة مسيحية سلمية وألتي تستمد أخلاقها من يسوع وألتي قالها في موعظة الجبل. تاريخيًا يشير مصطلح كنائس السلام تحديدًا إلى ثلاثة جماعات مسيحية وهي كنيسة الأخوة، وجمعية الأصدقاء الدينية (الكويكرز)؛ والمينونايت، بما في ذلك الأميش، واستخدم المصطلح منذ المؤتمر الأول لكنائس السلام في ولاية كانساس في عام 1935.
أحيانًا يشمل مصطلح «كنائس السلام» ليشمل كنيسة الإخوة المسيحيَّة (من عام 1863) والمولاکان، رغم أن هذه الكنائس لم تشارك في مؤتمر «كنائس السلام التاريخية» في ولاية كانساس في عام 1935. تتفق كنائس السلام في دعوة يسوع دعا اللاعنفيَّة. وتتبع فلسفة يسوع الأخلاقية والتي تنبذ استخدام العنف في سبيل أهداف اجتماعية أو من أجل تحقيق تغيير سياسي. يلتزم العديد من المؤمنين في الموقف الأخلاقي من عدم المقاومة في مواجهة العنف. ولكن تتفق هذه الكنائس القيام عمومًا نتفق على أن العنف نيابة من قبل الدول وحكوماتها يتعارض مع الأخلاق المسيحية.